# Glumslövs backar

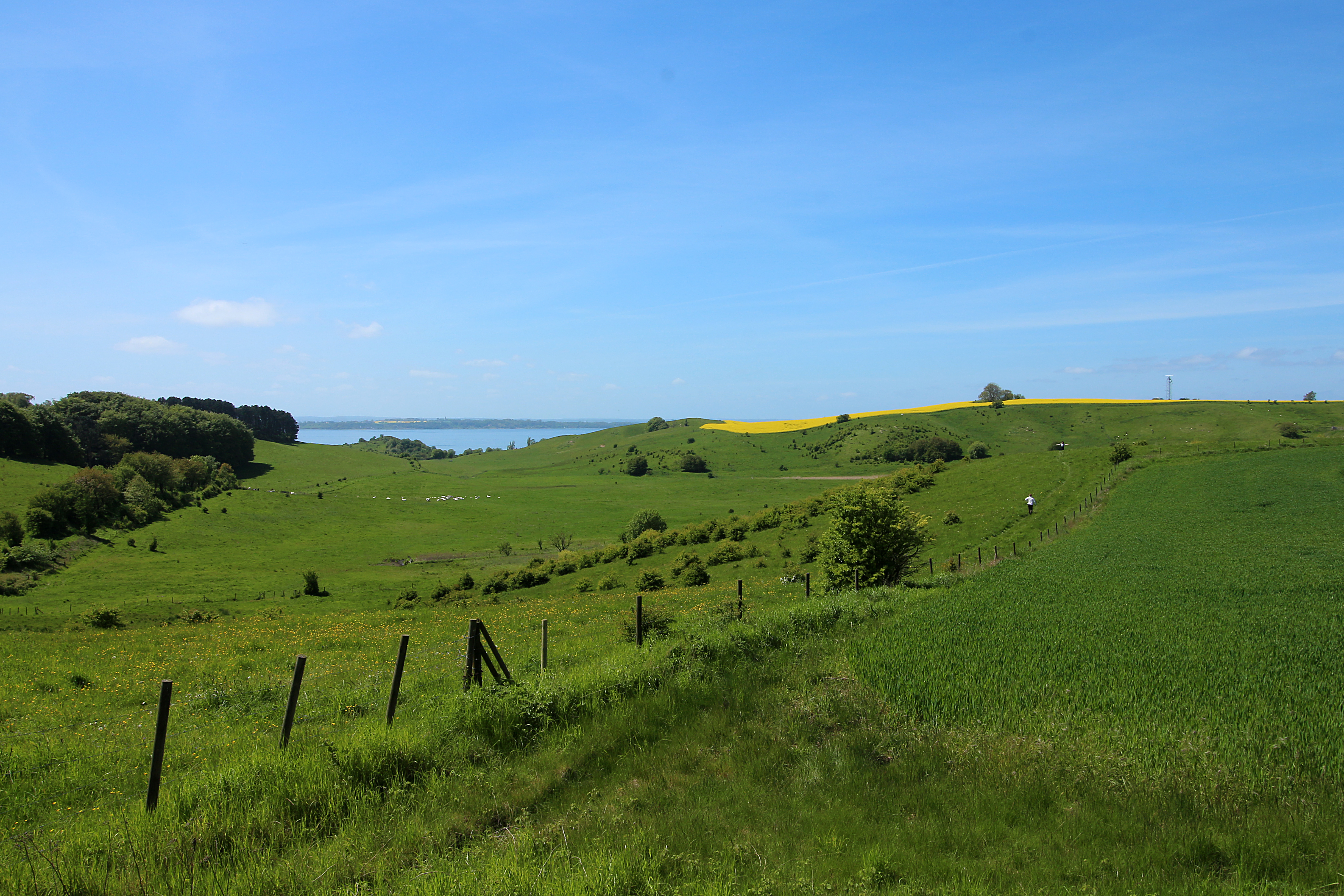
Vy över Glumslövs backar.

Glumslövs backar är en höjd strax norr om Landskrona. Backarna ligger dels i Glumslövs socken, dels i Härslövs socken. Samhället Glumslöv ligger nära dess högsta punkt, som ligger 102 meter över havet. En del av Glumslövs backar som leder ner till havet kallas Hilleshögs dalar och är naturreservat. Backarna och ett större område av odlingslandskapet norr därom utgör Glumslövs naturvårdsområde.